# Aremoibo
Aremoibo är en ort i Mexiko.   Den ligger i kommunen Guazapares och delstaten Chihuahua, i den nordvästra delen av landet, 1 300 km nordväst om huvudstaden Mexico City. Aremoibo ligger 2 194 meter över havet och antalet invånare är 252.
Terrängen runt Aremoibo är kuperad. Runt Aremoibo är det mycket glesbefolkat, med 2 invånare per kvadratkilometer. Närmaste större samhälle är Coruyvo, 18,1 km söder om Aremoibo. I omgivningarna runt Aremoibo växer huvudsakligen savannskog.